# ゴットハード
ゴットハード (Gotthard) は、スイス出身のハードロック・バンド。バンド名はスイスのゴッタルド峠にちなむ。スイス史上最大の成功を収めたバンドの一つとして知られ、2025年現在ではシングル1作とアルバム19作がスイスのナショナル・チャートで1位を獲得しており、総売上枚数は300万枚を超える。

## 来歴
1991年、スティーヴ・リー（ヴォーカル）とレオ・レオーニ（ギター）を中心に結成。当初のバンド名はKrakだったがデビュー前に改名し、1992年にアルバム『ゴットハード』でデビュー。続く『ダイアル・ハード』（1994年）は、バンド初のアルバム・チャート1位獲得作品となり、さらにドイツでもチャート入りを果たす。1996年、アルバム『G.』発表後のツアーよりマンディ・メイヤー（元クロークス、コブラ、エイジア、カトマンドゥ）が加入し、バンドは5人編成となる。2001年、シングル曲「ヘヴン」がスイスのシングル・チャートで1位を獲得した。
2004年にメイヤーが脱退し、後任としてフレディ・シェラーが加入。
2009年のLOUD PARKに参加。
2010年10月5日、スティーヴ・リーとマーク・リンを含む総勢21名でアメリカを旅行中、州間高速道路15号線でオートバイを停車していたところにスリップしたトレーラーが突っ込み、跳ね飛ばされたオートバイがリーに直撃し、そのまま帰らぬ人となった。この悲報の後、母国スイスでは過去13作のアルバムがナショナル・チャートのトップ100に返り咲いている。
2011年、約400人のヴォーカリストをオーディションした末、ニック・メーダーがリーの後任として加入。2012年にはアルバム『Firebirth』を発表し、シーンに復帰する。
2021年、ヘナ・ハーベッガーが脱退し、新メンバーにクロークスのフラビオ・メゾディが加入した。

## バンドメンバー

### 現メンバー
- ニック・メーダー（ヴォーカル）
- レオ・レオーニ（ギター）
- フレディ・シェラー（ギター）
- マーク・リン（ベース）
- フラビオ・メゾディ（ドラムス）

### 元メンバー
- スティーヴ・リー（ヴォーカル）
- マンディ・メイヤー（ギター）
- ヘナ・ハーベッガー（ドラムス）

## ディスコグラフィ

### スタジオ・アルバム
- ゴットハード - Gotthard（1992年）
- ダイアル・ハード - Dial Hard（1994年）
- G. - G.（1996年）
- オープン - Open（1999年）
- ホームラン - Homerun（2001年）
- ヒューマン・ズー - Human Zoo（2003年）
- リップサーヴィス - Lipservice（2005年）
- ドミノ・エフェクト - Domino Effect（2007年）
- ニード・トゥ・ビリーヴ - Need to Believe（2009年）
- ファイアバース - Firebirth（2012年）
- BANG! - Bang!（2014年）
- シルバー - Silver（2017年）
- ♯１３ - #13（2020年）

### ライヴ・アルバム
- ザ・ハンブルグ・テープス〜スペシャル・ライヴ・エディション - The Hamburg Tapes - Special Live Edition（1996年）
- D frosted - D frosted（1997年）※アコースティックライブ
- メイド・イン・スイス～ライヴ・イン・チューリヒ - Made In Switzerland - Live In Zürich（2006年）
- ホームグロウン-アライヴ・イン・ルガーノ - Homegrown - Alive in Lugano（2011年）
- ライヴ・アンド・バンギン - Live & Bangin'（2015年）
- DEFROSTED 2 - Defrosted 2（2018年）※アコースティックライブ

### コンピレーション・アルバム
- ワン・ライフ、ワン・ソウル (ベスト・オヴ・バラッズ+1) - One Life One Soul - Best of Ballads（2002年）
- ワン・チーム・ワン・スピリット〜ザ・ヴェリー・ベスト - One Team One Spirit - The Very Best（2004年）
- ヘヴン (ベスト・オヴ・バラッズ パート2) - 'Heaven - Best of Ballads Part 2（2010年）
- スティーヴ・リー - ジ・アイ・オブ・ザ・タイガー：イン・メモリー・オブ・アワー・アンフォーガットン・フレンド! - Steve Lee - The Eyes of a Tiger: In Memory of Our Unforgotten Friend!（2020年）[脚注 1][8]。